# Bardaxima perses
Bardaxima perses är en fjärilsart som beskrevs av Druce 1900. Bardaxima perses ingår i släktet Bardaxima och familjen tandspinnare. Inga underarter finns listade i Catalogue of Life.